# میمون بی‌شست قرمز زنگباری
میمون بی‌شست قرمز زنگباری (نام علمی: Piliocolobus kirkii) نام یک گونه از سرده میمون سرخ است.
این میمون بومی اونگویجا، جزیره اصلی از مجمع‌الجزایر زنگبار، در سواحل تانزانیا است.